# Karácsony Tamás (építész)
Karácsony Tamás (Mosonmagyaróvár, 1956. június 10. –) építész, egyetemi docens.

## Életrajz
1975 és 1980 között a Budapesti Műszaki Egyetem Építészmérnöki Karán tanult, majd 1984-től 1986-ig a Magyar Építőművészek Szövetsége Mesteriskolájában képezte magát. 1980-tól 1986-ig a Komárom megyei Tanácsi Tervező Iroda építész munkatársa volt. 1986-ban alapította meg az É-11 Tervező-Fejlesztő Kisszövetkezetet, 1985-86-ban résztvevője volt Esztergom város arculattervének és városközpontjának fejlesztési és rendezési tanulmányterve elkészítésének. 1987-től tanít a Budapesti Műszaki Egyetem Építészmérnöki karának Középülettervezési Tanszékén mint meghívott oktató, 1997-től pedig mint főállású egyetemi docenst alkalmazzák. 1990-től póttagja a Magyar Építőművészek Szövetségének, illetve az Építészkamara Ellenőrző Bizottságának. 1991-92-ben a Magyar Iparművészeti Főiskola Mesterképző Intézetében is tanított, a DLA képzésben pedig 1997 óta vesz részt mesterként. Elnökségi tagja a Magyar Építőművészek Szövetségének.
Tervez középületeket és lakóházakat, ezenfelül belsőépítészeti munkákat végez és műemlék-felújítási terveket is készít. Munkáiban fellelhető az új eklektikus építészet eszmeisége, egyúttal a már meglévő épített és természeti környezeti elemekhez is illeszkednek. Rendszeresen jelennek meg írásai és tervei a Magyar Építőművészetben.

## Díjak, elismerések
- 1980: Diplomadíj;
- 1993: Ybl Miklós-díj, a történeti városok struktúrájához alkalmazkodó, különös tekintettel értékes esztergomi építészeti és városépítési tevékenységéért;
- 1995: Év lakóháza-díj;
- 1997: DLA Mesterfokozat;
- 2000: Széchenyi professzori ösztöndíj;
- 2001: Soros Alapítvány ösztöndíja;
- 2003: Figyelő építészeti díj
- 2007: Molnár Farkas-díj
- 2007: ICOMOS-díj, közösen Klobusovszki Péterrel, Kern Orsolyával
- 2007: Pro Architectura Díj, közösen Klobusovszki Péterrel, Kern Orsolyával
- 2013: Prima díj
- 2022: Kotsis Iván-érem

## Főbb művei
- 1986 • Természetbarát tábor, Sípolóhegy
- 1987 • Lékai téri társasházak [Janesch Péterrel], Budapest
- 1991 • Múzeum cukrászda, Esztergom
- 1992 • Katolikus Iskola, Esztergom [Bártfai Tamással, Kund Ferenccel]
- 1993-tól • Gyermekotthon, Perbál [Janesch Péterrel]
- 1996 • Camping, Dömös
- 1994 • Bezerédi Iskola, Paks [Kund Ferenccel]
- 1999 • Dzsámi és környezete, Esztergom [Janesch Péterrel].

### Bútorok, belső terek
- 1987 • Söröző-Teázó, Széchenyi tér, Esztergom [Hámory Judittal, Kund Ferenccel, Maros Tamással]
- 1988 • Városháza-tanácsterem, Dorog [Hámory Judittal, Maros Tamással]
- Bútoráruház, Gyöngyös [Hámory Judittal, Kund Ferenccel, Maros Tamással].

## Jelentősebb tervezési munkák
- Új Nemzeti Szinház pályázati terv (Janesch, Klobusovszki) 2000
- Kanizsa, zsinagóga tömbje tervpályázat II. díj (Krikovszky B, Anschau P) 2001
- Paks, városközpont tervpályázat I díj (Janesch P, Boór A, Kern O) 2001
- Páty, Római Katolikus templom és plébánia tervpályázat 2002 Alexa Zs, Rabb D, Schreck, Bruckner Cs
- Paks, „Múzeum sziget” kialakítása tanulmányterv (Sugár Péter) 2003
- Dunabay lakóegyüttes engedélyezési terv (Janesch, Zombor) 2003
- Budapest, XII. kerület, Tündér u. 15/b villa kiviteli terve (Gerzsenyi Tibor) 2004

## Jelentősebb megépült munkák
- Budapest III. kerület, Mészáros-ház, 1997-2001
- Szentendre, Bodnár-ház (Boor A, Kovács M) 2000-2001
- Esztergom, Mindszenty Katolikus Iskola tornaterme (Janesch, Klobusovszki, Kovács, Zombor) 2001-2002
- Csorna, Arany J Ált. Iskola épülete (Alexa Zs, Rabb D, Schreck) 2001-2002
- Esztergom, Széchenyi tér 26, bővítés (Gerzsenyi Tibor) 2004
- Dabas, idősek otthona (Kovács M. Szabó T.) 2006
- Budapest, XII. kerület, Tündér u. 15/b villa (Gerzsenyi Tibor) 2006
- Veszprém, Dubniczay ház (Klobusovszki P) 2006
- Gelse, tanuszoda és termálfürdő (Zombor, Kovács, Turai, Vági) 2007
- Esztergom, Erzsébet ház

## Publikációk
- Építészműhely, Nemzeti Színház tervpályázat 2000 2000/2
- Domus, Perbál 2000/Február
- Új Forrás, Beszélgetés Karácsony Tamás építésszel 2000/
- Lakáskultúra, Egyszerű történet-Zsámbék 2000/6– Házak
- Színház, Új nemzeti, új pályázat 2000 július
- ÉpítőMester, Rendhagyó építési napló Perbálról 2001/3
- Atrium, Függőkert a völgyben (Mészáros-ház) 2001/2
- Lakáskultúra, Megfontoltan (Mészáros-ház) 2002/2
- Lakáskultúraplusz, Szövevény 2002/3
- Bauwelt, Ein Ort zum Weiterleben 20/02
- Atrium, Építészeti kódfejtés 2003/1
- 5 ház, TERC Kiadó 2003
- RÉGI-ÚJ magyar építőművészet, Szentendrei temető terve 2003/6
- Templomtervek / Páty, katolikus templom és parókia 2003/6
- ÉS 2006 XII. Varga Mihály: Gyűjtemények szimfóniája Veszprémben, 2006.XII
- Magyar Építőművészet, 4-10. o. Dr.Simon Mariann: Valós időben, 2007/1
- Átrium 2007/4 Faljáték / családi ház Szentendrén 2007/4
- RÉGI-ÚJ magyar építőművészet Szépművészeti Múzeum bővítése 2008/3
- Példázatok a megismerésről és a továbbépítésről. Építész mesterkurzus; szerk. Karácsony Tamás; BME Építészmérnöki Kar Középülettervezési Tanszék, Bp., 2015